# Isolotto del Conte (Melada)
L'isolotto del Conte o Kresak (in croato Knežačić) è un isolotto disabitato della Croazia situato a sud dell'isola di Isto e a ovest di Melada.
Amministrativamente appartiene alla città di Zara, nella regione zaratina.

## Geografia
L'isolotto del Conte si trova 425 m a ovest di Melada, a sud della punta Šibinjski rt, e 1,7 km a sudest di punta Benussi (rt Benuš) sull'isola di Isto. Nel punto più ravvicinato, punta Darchio (Artić) nel comune di Brevilacqua, dista dalla terraferma 25,7 km.
L'isolotto del Conte è di forma di ovale e orientato in direzione nordovest-sudest. Misura 200 m di lunghezza e 120 m di larghezza massima. Ha una superficie di 0,0191 km² e uno sviluppo costiero di 0,542 km. Al centro, raggiunge un'elevazione massima di 11 m s.l.m..

### Isole adiacenti
- Scoglio Benussi (Benušić), scoglio rotondo situato nei pressi della punta omonima su Isto e 1,4 km a nordovest dell'isolotto del Conte.
- Petroso (Kamenjak), isolotto triangolare situato 1,6 km a ovest dell'isolotto del Conte.
- Rotondo (Obljak), isolotto tondeggiante situato 1,55 km a sud dell'isolotto del Conte.

### Cartografia
- (HR) Mappa topografica della Croazia 1:25000, su preglednik.arkod.hr.